# Пономарёв, Алексей Степанович
Алексей Степанович Пономарёв (2 (15) февраля 1913, Москва — 21 ноября 1989, Москва) — советский футболист, нападающий. Заслуженный мастер спорта (с 1948).

## Биография
В начале 1930-х годов играл в волейбол, был трёхкратным чемпионом СССР в составе сборной Москвы (1933, 1934 и 1935) и участником первого международного матча сборной Москвы (фактически — сборной СССР) со сборной Афганистана в 1935 году. Также был чемпионом Москвы по гандболу, регби, баскетболу, хоккею с мячом.
В составе московского «Динамо» — трёхкратный чемпион СССР по футболу (1936 (весна), 1937, 1940). Обладатель Кубка СССР 1937.
Окончил Московский энергетический институт (1941). Тренер детских и юношеских клубных команд московского «Динамо» (1946—1947). Команды, с которыми он работал, становились чемпионами и обладателями Кубка столицы. Долгое время работал инженером в специальном секретном подразделении Комитета государственной безопасности (1948—1974). Удостоен многих государственных наград, в частности ордена «Знак Почета».
Сын Владимир также был известным футболистом.